# M21式自行迫击炮
M21式自行迫击炮（英語：M21 Mortar Motor Carriage）是美国在二战期间使用的一种自行火炮，以半履带车作为底盘。其装备一门M1式81毫米迫击炮以及一挺M2式勃朗宁风冷机枪。该自行火炮于1944年由怀特汽车公司生产，产量仅为110辆，并主要在西线战场服役，包括诺曼底，法国南部，以及阿登地区。由于81毫米迫击炮火力较弱，不足以提供有效的火炮支援，该自行火炮在1945年时已被认为过时。

## 规格
M21的性能参数与其母系型号——M3式半履带车——相似，车长6.32米，宽2.22米，高2.26米，轴距为3.44米。前轮采用板簧悬挂，履带采用竖锥形弹簧悬挂。引擎为怀特160AX汽油发动机，功率128马力，排量6.33升，压缩比为6.1:1，M21在公路上的最高时速为72公里每小时。油量230升，载具的行程为240千米，推重比为15.8马力每吨，车重9吨。

## 设计
M21式自行迫击炮作为M4式自行迫击炮的替代型，前者的布局与早期的M4以及M4A1布局不同。最主要的差异来自于不同的载具，M4采用M2半履带车作为载具，除此之外两种自行火炮的迫击炮布置部位也不相同，M4的迫击炮面朝并接近车尾，而M21正好相反。
迫击炮水平转角为30度，射角为40至80度。在需要时，迫击炮可离开车辆部署至地面射击。此外，车尾有供M2式.50重机枪使用的脚架。

## 研发
M4式自行迫击炮是基于M2半履带车所研发的专用自行迫击炮，最初的M4只是迫击炮载具，仅在紧急状况下才会在车上发射迫击炮。改进型M4A1式拥有加强的底部，因此迫击炮可以在载具上发射，但是迫击炮面向车位且无法水平转向。这对在载具上操作迫击炮较为不利，因此第2装甲师将迫击炮重新安置使得其可以向正面开火。
军械部门随后效仿这一做法，并开发了一种新型的基于M3半履带车的81毫米自行迫击炮，型号为T19。T19在1943年7月完成研发测试，正式命名为M21式自行迫击炮。得益于采用M3半履带车作为其载具，M21拥有更大的车体容量。

## 服役历史
M21主要在西线战场服役，并参加了诺曼底，法国南部，阿登地区以及入侵德国等战役。美军第1，3，7集团军使用该型自行迫击炮，同时也包括参加研发工作的第2装甲师。总共57辆M21提供给法国军队，由于81毫米迫击炮火力较弱，不足以提供有效的火炮支援，该自行火炮在1945年时已被认为过时。
标准的美军坦克营与装甲步兵营的营部连（Battalion Headquarters Company）均下辖一个迫击炮排，装备3门M21或M4式自行迫击炮。M21主要用于夜间发射照明弹以及给步兵提供间射火力支援。由于总产量仅为110辆，因此该武器的应用并不普遍。

### 引文
1. ↑  Ness (2002), p. 207.
2. ↑  Berndt (1993), p. 152.
3. ↑  Berndt (1993), p. 152.
4. ↑  Ness (2002), p. 207.
5. ↑  Norris (2012)
6. ↑  Doyle (2003), p. 391
7. ↑  Chamberlain & Ellis (1969), p. 189.
8. ↑  Chamberlain & Ellis (1969), p. 188.
9. ↑  Doyle (2003), p. 289
10. ↑  Doyle (2003), p. 289
11. ↑  Zaloga (1994), p. 43.
12. ↑  Doyle (2003), p. 289
13. ↑  Foss (1987), p. 419.
14. ↑  Doyle (2003), p. 391
15. ↑  Zaloga (1994), p. 43.
16. ↑  Hunnicutt (1992), p. 342.
17. ↑  Kennedy, Gary. .   [2020-02-24]. （原始内容存档于2015-04-29）.
18. ↑  Zaloga (2013), p. 26.
19. ↑  Ness (2002), p. 193.
20. ↑  Berndt (1994), p. 24.